# Casa Boccaccio
Il Museo Casa Boccaccio si trova nella parte medioevale della cittadina di Certaldo, nella città metropolitana di Firenze. 
Attualmente è gestito direttamente dall'Amministrazione comunale e con il Palazzo Pretorio e il Museo di Arte Sacra forma un unico circuito museale.

## Storia dell'edificio
Si tratta della Casa dove, secondo la tradizione, visse gli ultimi anni il famoso novelliere, la cui famiglia era originaria di questo paese. Qui egli, infatti, morì nel 1375. 
La Casa fu acquistata e restaurata nei primi anni dell'Ottocento dalla marchesa Carlotta Lenzoni de' Medici, poetessa e amica di molti scrittori tra i quali Giacomo Leopardi e Byron: dotò l'edificio di un nuovo mobilio e di un affresco raffigurante Giovanni Boccaccio opera del pittore neoclassico Pietro Benvenuti, molto in voga all'epoca della commissione. 
Durante la seconda guerra mondiale la casa fu quasi completamente rasa al suolo dai bombardamenti aerei alleati, ma l'affresco fu l'unica cosa che si salvò miracolosamente. 
La casa museo oggi è sede dell'Ente Nazionale Boccaccio e di una fornitissima biblioteca incentrata sull'opera dell'illustre scrittore.

## Il Museo
Al piano terra una grande sala accoglie il visitatore con pannelli che presentano la vita e le opere di Giovanni Boccaccio. È possibile vedere anche un filmato. 
Al primo piano si trovano sia la biblioteca che la stanza con l'affresco.
Salendo al secondo piano si accede ad una loggia coperta e da qui si può proseguire la visita fino alla sommità della torre, parte integrante dell'edificio, dalla quale è possibile avere una veduta della Valdelsa.